# Liga Checa de Fútbol Americano
La Liga Checa de Fútbol Americano (CLAF por las iniciales de su nombre oficial, en idioma checo, Česka Liga Amerického Fotbalu) es la competición más importante de fútbol americano que se disputa en Chequia. Está organizada por la Federación Checa de Fútbol Americano, Česká Asociace Amerického Fotbalu (CAAF).
En la temporada 2012 incluyó 10 equipos divididos en 3 conferencias:
- CLAF A1
  -  Prague Black Hawks
  -  Prague Panthers
  -  Wrocław Giants
- CLAF A2
  -  Brno Alligators
  -  Ostrava Steelers
- CLAF A3
  -  Prague Lions
  -  Pardubice Stallions
  -  Liberec Titans
  -  Pilsen Patriots
  -  Příbram Bobcats

## Palmarés
| Año   | Campeón               | Subcampeón          | Marcador |
| ----- | --------------------- | ------------------- | -------- |
| 1994* | Prague Panthers       | ---                 | ---      |
| 1995  | Prague Panthers       | Prague Lions        | 55-22    |
| 1996  | Prague Panthers       | Ostrava Steelers    | 48-30    |
| 1997  | Ostrava Steelers      | Prague Panthers     | 32-20    |
| 1998  | Prague Lions          | Prague Panthers     | 29-8     |
| 1999  | Prague Panthers       | Prague Lions        | 38-0     |
| 2000  | Prague Panthers       | Prague Lions        | 15-13    |
| 2001  | Prague Panthers       | Brno Alligators     | 35-13    |
| 2002  | Prague Panthers       | Brno Alligators     | 52-14    |
| 2003  | Prague Panthers       | Prague Lions        | 23-14    |
| 2004  | Prague Lions          | Prague Panthers     | 13-3     |
| 2005  | Prague Lions          | Prague Panthers     | 24-9     |
| 2006  | Prague Lions          | Bratislava Monarchs | 38-21    |
| 2007  | Prague Panthers       | Prague Lions        | 28-13    |
| 2008  | Prague Panthers       | Prague Lions        | 24-14    |
| 2009  | Prague Panthers       | Prague Lions        | 24-14    |
| 2010  | Prague Panthers       | Prague Black Hawks  | 74-0     |
| 2011  | Prague Black Hawks    | Prague Panthers     | 32-31    |
| 2012  | Prague Black Hawks    | Prague Panthers     | 35-34    |
| 2013  | Prague Black Panthers | Prague Lions        | 38-9     |
|       |                       |                     |          |
| 2023  | Vysočina Gladiators   | Ostrava Steelers    | 42-28    |
| 2024  | Nitra Knights         | Znojmo Knights      | 35-28    |
| 2025  | Vysočina Gladiators   | Ostrava Steelers    | 60-10    |

- En 1994 no hubo play offs ni partido final, sino que se proclamó campeón el primer clasificado de la liga regular